# つよいぞラフティ
つよいぞラフティ (The Ruff and Reddy Show) は、1957年から1963年までアメリカ合衆国で放送されていたハンナ・バーベラ制作のテレビアニメである。

## 概要
「バディ」のテーマは、トムとジェリーの劇場用短編で以前に検討されていたが、トムとジェリーとは異なり、本作のラフティとレディは敵ではなく、ハウスメイトであり親友である。

## 登場人物
- ラフティ

声優: 池田昌子
- レディ

声優: 早野寿郎

## 日本での放送
日本では1961年6月30日から1962年5月14日までフジテレビ系列で放送された（ただし1961年12月29日以降は再放送）。明治乳業（現：株式会社 明治）の一社提供。放送時間は月曜 - 土曜18:55 - 19:00（JST）。主題歌は映像と共に日本オリジナルだった。その後は『まんがジョッキー』（日本テレビ）などで再放送された。